# Mistrovství světa v judu 1979 — muži — polotežká váha (-95kg)
Zápasy v judu na X. mistrovství světa v kategorii polotěžkých vah mužů proběhly v Paříži, 6. prosinec 1979.

## Finále
| Finále              |                  |
| ------------------- | ---------------- |
| Tengiz Chubuluri    | Tengiz Chubuluri |
| Robert Van de Walle | Tengiz Chubuluri |

## Opravy / O bronz
Do oprav se dostali judisté, kteří během turnaje prohráli svůj zápas s jedním ze dvou finalistů.
| opravy              | opravy          | o bronz             |                    |
| ------------------- | --------------- | ------------------- | ------------------ |
| El-Arabi El-Džamali | Henk Numan      | Henk Numan          | Henk Numan         |
| Henk Numan          | Henk Numan      | Henk Numan          | Henk Numan         |
|                     | István Szepesi  | Henk Numan          | Henk Numan         |
|                     |                 | Robert Köstenberger | Henk Numan         |
| Hiroaki Išikawa     | Hiroaki Išikawa | Hiroaki Išikawa     | Günther Neureuther |
| Venancio Gómez      | Hiroaki Išikawa | Hiroaki Išikawa     | Günther Neureuther |
|                     | Paul Radburn    | Hiroaki Išikawa     | Günther Neureuther |
|                     |                 | Günther Neureuther  | Günther Neureuther |

## Pavouk
|   | 1/32                 | 1/16                | čtvrtfinále         | semifinále          | finále              |
| - | -------------------- | ------------------- | ------------------- | ------------------- | ------------------- |
| A | Bjarni Friðriksson   | Mario Daminelli     | Robert Köstenberger | Robert Köstenberger | Tengiz Chubuluri    |
| A | Mario Daminelli      | Mario Daminelli     | Robert Köstenberger | Robert Köstenberger | Tengiz Chubuluri    |
| A | Wojciech Dworczynski | Robert Köstenberger | Robert Köstenberger | Robert Köstenberger | Tengiz Chubuluri    |
| A | Robert Köstenberger  | Robert Köstenberger | Robert Köstenberger | Robert Köstenberger | Tengiz Chubuluri    |
| A | Roger Vachon         | Roger Vachon        | Roger Vachon        | Robert Köstenberger | Tengiz Chubuluri    |
| A | Carlos Pacheco       | Roger Vachon        | Roger Vachon        | Robert Köstenberger | Tengiz Chubuluri    |
| A | Haryanto Chandra     | Alassane Thioub     | Roger Vachon        | Robert Köstenberger | Tengiz Chubuluri    |
| A | Alassane Thioub      | Alassane Thioub     | Roger Vachon        | Robert Köstenberger | Tengiz Chubuluri    |
| B | El-Arabi El-Džamali  | Tengiz Chubuluri    | Tengiz Chubuluri    | Tengiz Chubuluri    | Tengiz Chubuluri    |
| B | Tengiz Chubuluri     | Tengiz Chubuluri    | Tengiz Chubuluri    | Tengiz Chubuluri    | Tengiz Chubuluri    |
| B | Jaakko Saari         | Henk Numan          | Tengiz Chubuluri    | Tengiz Chubuluri    | Tengiz Chubuluri    |
| B | Henk Numan           | Henk Numan          | Tengiz Chubuluri    | Tengiz Chubuluri    | Tengiz Chubuluri    |
| B | Gerardo Toro         | István Szepesi      | István Szepesi      | Tengiz Chubuluri    | Tengiz Chubuluri    |
| B | István Szepesi       | István Szepesi      | István Szepesi      | Tengiz Chubuluri    | Tengiz Chubuluri    |
| B | Tom Greenway         | Tom Greenway        | István Szepesi      | Tengiz Chubuluri    | Tengiz Chubuluri    |
| B | Heshemet             | Tom Greenway        | István Szepesi      | Tengiz Chubuluri    | Tengiz Chubuluri    |
| C | Venancio Gómez       | Venancio Gómez      | Robert Van de Walle | Robert Van de Walle | Robert Van de Walle |
| C | Delčo Kolev          | Venancio Gómez      | Robert Van de Walle | Robert Van de Walle | Robert Van de Walle |
| C | Robert Van de Walle  | Robert Van de Walle | Robert Van de Walle | Robert Van de Walle | Robert Van de Walle |
| C | Hiroaki Išikawa      | Robert Van de Walle | Robert Van de Walle | Robert Van de Walle | Robert Van de Walle |
| C | Paul Radburn         | Paul Radburn        | Paul Radburn        | Robert Van de Walle | Robert Van de Walle |
| C | Rajko Kušić          | Paul Radburn        | Paul Radburn        | Robert Van de Walle | Robert Van de Walle |
| C | Kim Kwan-hjon        | Kim Kwan-hjon       | Paul Radburn        | Robert Van de Walle | Robert Van de Walle |
| C | Tarik Al-Garíb       | Kim Kwan-hjon       | Paul Radburn        | Robert Van de Walle | Robert Van de Walle |
| D | Jaroslav Nikodým     | Jaroslav Nikodým    | Dietmar Lorenz      | Günther Neureuther  | Robert Van de Walle |
| D | Dave Browne          | Jaroslav Nikodým    | Dietmar Lorenz      | Günther Neureuther  | Robert Van de Walle |
| D | James Thompson       | Dietmar Lorenz      | Dietmar Lorenz      | Günther Neureuther  | Robert Van de Walle |
| D | Dietmar Lorenz       | Dietmar Lorenz      | Dietmar Lorenz      | Günther Neureuther  | Robert Van de Walle |
| D | Günther Neureuther   | Günther Neureuther  | Günther Neureuther  | Günther Neureuther  | Robert Van de Walle |
| D | Iriah Eferebo        | Günther Neureuther  | Günther Neureuther  | Günther Neureuther  | Robert Van de Walle |
| D | Kemal Korucu         | Barry Johnson       | Günther Neureuther  | Günther Neureuther  | Robert Van de Walle |
| D | Barry Johnson        | Barry Johnson       | Günther Neureuther  | Günther Neureuther  | Robert Van de Walle |